# گویش‌های فارسی-طبری
گویش‌های تات مازندرانی-فارسی یا گویش‌های فارسی-طبری (Perso-Tabaric Dialects) گویش های مازندرانی می‌باشد که فارسی را تحت تاثیر قرار داده اند، این گویش در محدوده شهر دماوند، پایین جاجرود و منطقه لواسانات،  شمیرانات، شهرستان کرج و روستاهای جاده چالوس صحبت می‌شود. گلاتولوگ این خانواده زبانی را زیر مجموعه تاتی در نظر گرفته است.
به گفته حبیب برجیان در دامنه جنوبی رشته کوه البرز طیف گسترده‌ای از لهجه‌های ترکیبی وجود دارند که می‌توانند به دو گروه تقسیم شوند: گروه نخست گویش‌های طبری هستند که تحت تأثیر زبان فارسی هستند که اصطلاحاً به آن گویش تبروید گفته می‌شود و گروه دوم گویش‌های فارسی هستند که تحت تأثیر زبان طبری هستند و به گونه‌ای مرز انتقال دو زبان طبری و فارسی محسوب می‌شوند که اصطلاحاً به آن گویش فارسی طبری گفته می‌شود. در گویش‌های فارسی-مازندرانی یک واگرایی در واژگان فارسی دیده می‌شود که با لهجه تهرانی تلفظ می‌شوند و از نظر ریخت‌شناسی بسیار شبیه به گویش تهرانی هستند ولیکن از نظر فعلی تحت تأثیر زبان مازندرانی هستند و دراین گویش‌ها افعال مازندرانی در غالب فارسی صرف می‌شود. باوجود نزدیکی میان گویش‌های فارسی-مازندرانی و فارسی، به علت وجود واژگان متفاوت و استفاده از افعال مازندرانی درک رو در رو میان گویشوران این دو زبان بسیار پایین می‌باشد و پژوهشگرانی همچون صادق کیا از زبان طبری برای فهم این گونه گویش‌ها بهره جسته‌اند این گونه زبانی درگذشته معمولاً با عنوان‌هایی همچون فارسی-طبری، فارسی-مازندرانی، مازندرانی-فارسی، فارسی قدیم و تاتی شناخته می‌شده است و مستشرق روسی والنتین ژوکوفسکی در قرن نوزدهم از آن به عنوان زبانی نزدیک به مازندرانی یاد می‌کند که اهالی تهران به آن زبان دهاتی (روستایی) می‌گفتند.
دانشنامه ایرانیکا درباب زبان منطقه قصران آورده است که باید به دو بخش باید تقسیم شود. زبان بومیان شمال و شمال شرق منطقه بخش درونی قصران نزدیکی بسیار زیادی به زبان مازندرانی دارد. گویش منطقه جنوبی از اوشان در مرکز تا جیرود و تجریش در جنوب شمیران گونه ای فارسی-مازندرانی است و ویژگی‌های زبان‌های کاسپین را دارد در سال‌های دور آن دسته از بومیان تهران که در محدوده ونک و شمیران سکونت داشتند به دلیل مجاورت با استان مازندران لهجه مازندرانی داشتند. والنتین ژوکوفسکی خاورشناس و زبان‌شناس روس اواخر قرن ۱۹ میلادی در سفری که به ایران داشت در حوالی شمیران با گویش تجریشی آشنا شده و در آثارش به این گویش اشاره می‌کند؛ گویشی که شباهت بسیاری با گویش مازندرانی دارد. تا امروز در محدوده‌هایی از جمله سرآسیاب دولاب، شاه عبدالعظیم و… هنوز هم افرادی با لهجه شمرانی صحبت کنند؛ لهجه‌ای که ملایم شده گویش مازنی است.گیتی دیهیم در کتاب بررسی خرده‌گویش‌های منطقهٔ قصران به انضمام واژه‌نامهٔ قصرانی آورده است: البته زبان رایج در لالان مانند اوشان، فشم، میگون و لواسان، کاملاً تاتی نیست و زبان مازندرانی بسیار در آن نفوذ یافته است. گویش مردم لالان به گویش روستاهای امامه، زایگان، آبنیک، گرمابدر، میگون و شمشک در قصران بسیار نزدیک است. نفوذ مازندرانی در زبان تاتی قصران به این دلیل است که قصران در گذشته تحت حاکمیت طبرستان قرار داشته اما در تقسیمات کشوری معاصر جزو استان تهران محسوب می‌شود.حسین کریمان در جلد دوم کتاب قصران کوهسران آورده است :منطقه قصران باستانی شامل مناطق اوشان، فشم، شمشک، گاجره و روستاهای کوهپایه‌ای توچال تا مناطق غربی رودخانه جاجرود. زبان عمومی مردم قصران لهجه‌ای از زبان باستانی پهلوی است که زبان طبری یا مازندرانی، که از ریشهٔ زبان‌های دیرین ایرانی است، و عربی و اندکی ترکی، بدان درآمیخته و از زبان دری نیز در قرون اسلامی تأثیر یافته است، و هر چه از ری به مازندران نزدیک تر شوند بر میزان لهجهٔ مازندرانی به همان نسبت افزوده می‌شود، چنان‌که در لهجهٔ میگون و شهرستانک و لالان و زایگان و روته و گرمابدر و شمشک و دربندسر لهجهٔ مازندرانی غلبه دارد.

## محدوده جغرافیایی
گویش‌های فارسی مازندرانی یا به نوعی گویش‌هایی که بخشی از زبان مازندرانی و تاثیر دهنده فارسی هستند در استان های تهران، البرز، سمنان و گلستان دیده می‌شود.

### استان تهران
گویش‌های فارسی-مازندرانی در در محدوده شهر دماوند، پایین جاجرود و منطقه لواسانات شمیرانات و نواحی جنوبی منطقه رودبار قصران گویش می‌شود گویش این سه منطقه به یکدیگر نزدیک است و گویشهای فارسی مازندرانی نواحی شرقی و جنوبی بخش رودبار قصران نسبت به دو منطقه دیگری به مازندرانی نزدیکتر است.
1. بخش رودبار قصران شهرستان شمیرانات: این گویش با نام تجریشی در نواحی جنوبی و شرقی رودبار قصران همچون اوشان، فشم، آهار و شهر تجریش صحبت می‌شود و در نواحی غربی و شمالی رودبار قصران به گویش قصرانی زبان مازندرانی گویش می‌شود. گویش تجریشی گویشی از زبان فارسی است که به دلیل ارتباطات اقتصادی با شمال کشور در قدیم، در زمینه صرف فعلی خود از زبان‌های حاشیه دریای خزر تأثیراتی گرفته است.[۱۱]
2. بخش لواسانات شهرستان شمیرانات: این گویش با نام لواسانی در اکثر روستاهای بخش لواسانات صحبت می‌شود و در روستا ایرا و وسکاره نیز به گویش قصرانی زبان مازندرانی صحبت می‌شود.
3. بخش مرکزی شهرستان دماوند: این گویش در اکثر محلات شهر دماوند گویش می‌شود و در محلات شمالی شهر از جمله دشتبان، دشتک، دشتمزار و چشمه‌علا از زبان مازندرانی استفاده می‌شود.

### استان البرز
گویش‌های فارسی-مازندرانی در شهرستان کرج گویش می‌شود.
1. شهرستان کرج: این گویش با گونهٔ کرجی در شهرستان کرج از آداران تا شهر کرج و در شهرستان‌های فردیس و ساوجبلاغ گویش می‌شود و روستاهای شمالی و شرقی و مرکزی بخش آسارا همچون شهرستانک، شلنک، لانیز و همه جا به گویش قصرانی زبان مازندرانی گویش می‌کنند.

### استان گلستان
گویش‌های فارسی-مازندرانی در بخش شرقی شهرستان گرگان و روستاهایی همچون تقی‌آباد و تقر تپه صحبت می‌شود اما در دهستان بهاران به مرکزیت نوده ملک به گویش کتولی صحبت می‌شود و در نواحی غربی شهرستان گرگان به به گویش طبری گرگانی زبان مازندرانی صحبت می‌شود و در نواحی جنوبی شهرستان گرگان به گویش زیارتی صحبت می‌شود که دو گویش کتولی و گویش زیارتی زیرمجموعه زبان مازندرانی هستند همچنین تا قرن شانزدهم گویش استرآبادی که گویشی بسیار نزدیک به زبان مازندران بود در گرگان رواج داشت.

### استان سمنان
از منطقه سمنان تا گرمسار هیچ گونه بومی از زبان فارسی شناخته نشده است و شهر سمنان و روستاهای اطراف سمنان گویش کومشی خود را حفط نموده‌اند و در آرادان و روستاهای اطراف گرمسار همچون فروان به زبان مازندرانی صحبت می‌شود و گونه ای از گویش‌های فارسی-مازندرانی در ایوانکی صحبت می‌شود ولیکن در دامغان به زبان فارسی صحبت می‌شود و در شاهرود زبان فارسی را گویش می‌شود. در نواحی شمالی و شمال غربی شهر سمنان گویش‌هایی نظیر افتری، لاسجردی، سنگسری و سرخه ای وجود دارد که نزدیکی بسیاری به زبان مازندرانی دارد و متأثر از دو زبان مازندرانی و سمنانی می‌باشند. در روستاها و شهرهای شمالی شهرستان دامغان همچون تویه دروار، دیباج و مجن به زبان مازندرانی صحبت می‌شود و در بخش شهمیرزاد گویش شهمیرزادی که گویشی از زبان مازندرانی است گویش می‌شود. در بسطام برخی نشانه‌های گویش‌های فارسی-مازندرانی وجود دارد ولیکن نفوذ زبان فارسی و گویش فارسی خراسانی در آن آشکارتر است. در برخی روستاهای جنوبی و جنوب شرقی دامغان همچون شریف‌آباد به گونه‌های از گویش‌های فارسی-مازندرانی صحبت می‌شود.

## دستور زبان

### صرف فعل (گویش تجریش)
در جدول زیر فعل دادن (hâdian) بر اساس گویش تجریشی در زمان‌های مختلف صرف می‌شود.
| زمان/شخص           | ۱ مفرد       | ۲ مفرد       | ۳ مفرد       | ۱ جمع           | ۲ جمع          | ۳ جمع        |
| ------------------ | ------------ | ------------ | ------------ | --------------- | -------------- | ------------ |
| حال التزامی        | hâdam        | hâdi         | hâde         | hâdim           | hâdin          | hâdan        |
| حال ساده           | hâmdam       | hâmdi        | hâmde        | hâmdim          | hâmdin         | hâmdan       |
| حال در حال انجام   | daram-hâmdam | dari-hâmdi   | dare-hâmde   | darim-hâmdim    | darin-hâmdin   | daran-hâmdan |
| گذشته ساده         | hâdâm        | hâdây        | hâdâ         | hâdâym          | hâdâyn         | hâdân        |
| گذشته استمراری     | hâmdâm       | hâmdây       | hâmdâye      | hâmdâym         | hâmdâyn        | hâmdân       |
| گذشته در حال انجام | dabom-hâmdâm | daboy-hâmdây | dabo-hâmdâye | davboym-hâmdâym | daboyn-hâmdâyn | dabon-hâmdân |
| گذشته کامل         | hâdaye bom   | hâdaye boy   | hâdaye bo    | hâdaye boym     | hâdaye boyn    | hâdaye bon   |

### صرف فعل (گویش لواسان)
در جدول زیر فعل آمدن (bimun) بر اساس گویش لواسانی در زمان‌های مختلف صرف می‌شود.
| زمان/شخص           | ۱ مفرد       | ۲ مفرد     | ۳ مفرد    | ۱ جمع        | ۲ جمع         | ۳ جمع         |
| ------------------ | ------------ | ---------- | --------- | ------------ | ------------- | ------------- |
| حال التزامی        | biâm         | biey       | biâ       | bieym        | bieyn         | biân          |
| حال ساده           | miâm         | miey       | mie       | mieym        | mieyn         | miân          |
| حال در حال انجام   | daram-miâm   | dari-miey  | dare-mie  | darim-mieym  | darin-mieyn   | daran-miân    |
| گذشته ساده         | bimum        | bimuy      | bimu      | bimuym       | bimuyn        | bimun         |
| گذشته استمراری     | mimum        | mimi       | mimu      | mimim        | mimin         | mimun         |
| گذشته در حال انجام | dâšdam-mimum | dâšdi-mimi | dâšd-mimu | dâšdim-mimim | dâšdtin-mimin | dâšdtan-mimun |
| گذشته کامل         | bimu bom     | bimu bi    | bimu bo   | bimu boym    | bimu boyn     | bimu bon      |

### صرف فعل (گویش دماوند)
در جدول زیر فعل آوردن (biowrdan) بر اساس گویش دماوند در زمان‌های مختلف صرف می‌شود.
| زمان/شخص           | ۱ مفرد          | ۲ مفرد        | ۳ مفرد       | ۱ جمع           | ۲ جمع           | ۳ جمع           |
| ------------------ | --------------- | ------------- | ------------ | --------------- | --------------- | --------------- |
| حال التزامی        | biowram         | biowri        | biowre       | biowrim         | biowrin         | biowran         |
| حال ساده           | miowram         | miowri        | miowre       | miowrim         | miowrin         | miowran         |
| حال در حال انجام   | daram-miowram   | dari-miowri   | dare-miowre  | darim-miowrim   | darin-miowrin   | daran-miowran   |
| گذشته ساده         | biowrdam        | biowrdi       | biowrde      | biowrdim        | biowrdin        | biowrdan        |
| گذشته استمراری     | miowrdam        | miowrdi       | miowrde      | miowrdim        | miowrdin        | miowrdan        |
| گذشته در حال انجام | dâštam-miowrdam | dâšti-miowrdi | dâšt-miowrde | dâštim-miowrdim | dâštin-miowrdin | dâštan-miowrdan |
| گذشته کامل         | biowrda bam     | biowrda bi    | biowrda bo   | biowrda bim     | biowrda bin     | biowrda ban     |

### صرف فعل (گویش کرجی)
در جدول زیر فعل آوردن (biyordan) بر اساس گویش کرجی در زمان‌های مختلف صرف می‌شود.
| زمان/شخص           | ۱ مفرد         | ۲ مفرد        | ۳ مفرد       | ۱ جمع           | ۲ جمع           | ۳ جمع            |
| ------------------ | -------------- | ------------- | ------------ | --------------- | --------------- | ---------------- |
| حال التزامی        | biyoram        | biyori        | biyore       | biyorim         | biyorin         | biyoran          |
| حال ساده           | miyoram        | miyori        | miyore       | miyorim         | miyorin         | miyoran          |
| حال در حال انجام   | daram-miyoram  | dari-miyori   | dare-miyore  | darim-miyorim   | darin-miyorin   | daran-miyoran    |
| گذشته ساده         | biyordam       | biyordi       | biyorde      | biyordim        | biyordin        | biyordan         |
| گذشته استمراری     | miyordam       | miyordi       | miyorde      | miyordim        | miyordin        | miyordan         |
| گذشته در حال انجام | dabom-miyordam | daboy-miyordi | dabo-miyorde | daboym-miyordim | daboyn-miyordin | dabiyan-miyordan |
| گذشته کامل         | biyorde bom    | biyorde bi    | biyorde bo   | biyorde boym    | biyorde boyn    | biyorde bon      |

## تشابه فعلی در زبان‌های کاسپین
اکثر افعال در گویش‌های مختلف زبان‌های کاسپین مشابه می‌باشند. در گویش‌های زبان مازندرانی همچون گویش کلارستاقی (چالوس)، گویش طبری گرگانی، (غرب گرگان) گویش آملی، گویش شهمیرزادی، گویش طبری طالقانی و گویش شمیرانی (قصران) اکثر شناسه‌های افعال به مصوت (حرف صدادار) ختم می‌شوند. شناسه‌های زبان تاتی از پیچدگی بسیاری زیادی برخوردارست و با بقیه گویش‌های کاسپین متفاوت می‌باشد. گویش‌های فارسی-مازندرانی در زمان گذشته به شکل متفاوت از زبان مازندرانی و گیلکی صرف می‌شوند. گویش‌های فارسی-مازندرانی در زمان حال مستمر و گذشته مستمر همچون گویش مازندرانی صرف می‌شوند و گویش گیلکی به شکل متفاوت صرف می‌شود. در جدول زیر فعل رسیدن (baresiyan/baresiyen/faresien) در گویش‌های مختلف زبان‌های کاسپین در زمان گذشته ساده صرف می‌شود.
| گویش                    | ۱ مفرد      | ۲ مفرد      | ۳ مفرد        | ۱ جمع       | ۲ جمع       | ۳ جمع        |
| ----------------------- | ----------- | ----------- | ------------- | ----------- | ----------- | ------------ |
| طبری گرگانی (غرب گرگان) | baresime    | baresi      | baresiye      | baresimi    | baresini    | baresine     |
| گویش آملی               | baresime    | baresiy     | baresiye      | baresimi    | baresini    | baresine     |
| گویش فیروزکوهی          | baresime    | baresi      | baresie       | baresimi    | baresini    | baresine     |
| گویش شمیرانی (قصران)    | baresima    | baresi      | baresia       | baresimi    | baresini    | baresina     |
| گویش کلارستاقی (چالوس)  | baresiyame  | baresi      | baresiya      | baresiyammi | baresiyanni | baresiyanne  |
| گویش شهمیرزادی          | baresima    | baresi      | baresia       | baresimmi   | baresinni   | baresinna    |
| طبری طالقانی (گته ده)   | baresieme   | baresi      | baresie       | baresiemi   | baresieni   | baresiene    |
| طالقانی (اوانک)         | baresiyama  | baresi      | baresiya      | baresieym   | baresieyn   | baresiyana   |
| گویش رامسری             | baresiyam   | baresiyey   | baresiya      | baresiyeym  | baresiyeyn  | baresiyan    |
| گویش لنگرودی (مریدان)   | baresem     | baresiy     | baresi        | baresim     | baresin     | baresen      |
| گویش رشتی               | faresem     | faresi      | farese        | faresim     | faresid     | faresid      |
| تاتی قزوین (خیارج)      | berasastaym | berasastayš | berasastaymun | berasastaya | berasast    | berasastaynd |
| گویش کرجی               | baresiyam   | baresiyey   | baresi        | baresiyeym  | barsiyeyn   | baresiyan    |
| گویش تجریشی             | baresiyem   | baresiy     | baresi        | barsiyeym   | baresiyeyn  | baresiyen    |
| گویش لواسانی            | baresiyem   | baresiy     | baresi        | barsiyeym   | baresiyeyn  | baresiyen    |